# Pantopsalis johnsi
Espèce
Synonymes
- Pantopsalis mila Forster, 1964

Pantopsalis johnsi est une espèce d'opilions eupnois de la famille des Neopilionidae.

## Distribution
Cette espèce est endémique des îles Auckland en Nouvelle-Zélande.

## Description
Le mâle holotype mesure 4,40 mm et la femelle paratype 4,48 mm.

## Systématique et taxinomie
Cette espèce a été décrite par Forster en 1964.
Pantopsalis mila a été placée en synonymie par Taylor en 2004.

## Étymologie
Cette espèce est nommée en l'honneur de Peter Johns.

## Publication originale
- Forster, 1964 : « The Araneae and Opiliones of the subantarctic islands of New Zealand. » Pacific Insects Monographs, vol. 7, p. 58-115.